# Alban Bushi
Alban Ali Bushi, eigentlich Alban Ali Bushaj (* 20. August 1973 in Tirana), ist ein ehemaliger albanischer Fußballspieler uns heutiger -trainer, der auf der Stürmerposition spielte.

## Karriere

### Verein
Bushi spielte in seinem Heimatland Albanien, Ungarn, Deutschland, Griechenland, Bulgarien und in der Türkei.
In die Türkei kam er im Sommer 1999 durch einen Wechsel zum Erstligisten Adanaspor. Hier bildete er mit Cenk İşler, Altan Aksoy und Ali Asım Balkaya ein erfolgreiches Offensivgespann. Mit seinem Verein beendete er die Saison auf dem neunten Tabellenplatz und trug dazu bei, dass de Verein die beste Erstligaplatzierung seit 18 Jahren erreichte. Dieser erfolgreiche Einstand Bushi sorgte dafür, dass zur nächsten Saison zum Ligarivalen İstanbulspor wechselte. Beide Vereine unterstanden damals dem Unternehmer Cem Uzan, weshalb Spielerwechsel unter diesen Verein zur damaligen Zeit gängig waren. Bei den Istanbulern steigerte Bushi seine Leistung weiter. Zusammen mit seinem Sturmpartner Sertan Eser stellte er eines der erfolgreichsten Sturmduos der Liga da, wobei er selbst 12 Saisontore erzielte. Nachdem er auch in die zweite Saison für Istanbulspor erfolgreich gestartet war, verpflichtete ihn im Frühjahr 2002 der türkische Traditionsklub Trabzonspor. Bei diesem Spielte er lediglich ein Jahr und blieb während dieser Zeit torlos und mit nur zwölf Ligaeinsätzen hinter seiner Vorjahresleistung. Im Frühjahr 2003 kehrte er schließlich zu Istanbulspor zurück. Für diesen Verein spielte er die nächsten zweieinhalb Jahre und im Sommer 2004 diesen Verein.
Er begann seine Karriere bei SK Tirana und wechselte 1994 zum ersten Mal und 1997 endgültig ins Ausland. 1998 und 1999 wurde er mit Litex Lovech bulgarischer Meister. Von 1999 bis 2005 spielte er sechs Jahre in der Türkei, anschließend fünf Jahre in Griechenland und beendete im Dezember 2010 seine Karriere beim SK Tirana.

### Nationalmannschaft
Sein Debüt für die albanische Nationalmannschaft gab er am 2. April 1997 beim WM-Qualifikationsspiel gegen Deutschland (2:3) in Tirana. Bis 2007 bestritt er 67 Partien (davon zwei inoffizielle), in denen er 13 Tore schoss. Damit war er lange Zeit Rekordtorschütze des albanischen Nationalteams, ehe ihn Erjon Bogdani überholte.

### Trainer
Seit dem 9. Dezember 2016 ist Bushi Trainer der Albanischen U-21-Nationalmannschaft.

## Erfolge
- Albanischer Pokalsieger: 1994, 1996, 2011 (SK Tirana)
- Albanischer Meister: 1996, 1997 (SK Tirana)
- Bulgarischer Meister: 1998, 1999 (Litex Lovech)
- Türkischer Pokalsieger: 2003 (Trabzonspor)